# Naparatinga
A naparatinga (Aratinga solstitialis), korábban nappapagáj, a madarak osztályának papagájalakúak (Psittaciformes) rendjébe és a papagájfélék (Psittacidae) családjába tartozó faj.

## Rendszerezése
A fajt Carl von Linné francia ornitológus írta le 1823-ban, a Psittacus nembe Psittacus solstitialis néven.

## Előfordulása
Guyana és Brazília területén biztosan honos, Francia Guyanai, Suriname-i és Venezuelai jelenléte bizonytalan. Természetes élőhelyei a szubtrópusi vagy trópusi síkvidéki esőerdők, mocsári erdők és szavannák. Nomád faj.

## Megjelenése
Testhossza 30 centiméter, testtömege 110-130 gramm. Sárga fejével és nyakával, zöld szárnyaival és skarlátvörös testaljával még a színes papagájok közül is kitűnik. Hosszú, elkeskenyedő zöld farka van. A fiatalok tollazatában még a zöld szín dominál, ami jól elrejti őket a lombok között.
|  |  |

## Életmódja
Kis csoportokban keresi gyümölcsökből, bogyókból és magvakból álló táplálékát.

## Szaporodása
Pálmafák törzsének odvaiba rakja fészkét.

## Természetvédelmi helyzete
Az elterjedési területe elég kicsi, egyedszáma 1000-2499 példány közötti és csökken. A Természetvédelmi Világszövetség Vörös listáján veszélyeztetett fajként szerepel.